# Есфанд
Есфанд (перс. اسفند, вим. [esfænd]) — дванадцятий місяць іранського календаря, складається з 29 днів у невисокосний або 30 днів у високосний рік і є третім зимовим місяцем. У григоріанському календарі відповідає 20 лютого — 20 березня.
У есфанд, останній місяць року, в Ірані починають з'являтися рослини і плоди. Місяцю відповідає знак зодіаку Риби.

## Етимологія
Більшість місяців в іранському календарі носять імена зороастрійських язатів. Назва Есфанд походить від авестійського Спента Армаіті (Spəntayā̊ Ārmatōiš), що означає Святе Благочестя.

## Події
- 24 есфанда 1354 (14 березня 1975) — іранський Меджліс затвердив нову «царську» (перс. شاهنشاهی) еру, де літочислення велося від передбачуваного року вступу на престол Кіра Великого (559 р. до н. е.), таким чином 21 березня 1976 стало першим днем 2535 року «царської» ери. Пізніше її було скасовано.[2]

## Свята
- 29 есфанда (19 березня) — День Націоналізації нафтових промислів в Ірані (кор. ملی شدن صنعت نفت).